# U 73 (U-Boot, 1940)
U 73 war ein deutsches U-Boot vom Typ VII B, das im Zweiten Weltkrieg von der deutschen Kriegsmarine eingesetzt wurde. Auf 15 Unternehmungen wurden acht Handelsschiffe mit 43.945 BRT und 4 Kriegsschiffe – darunter ein Flugzeugträger – mit 22.947 t versenkt, wobei insgesamt 431 Menschen ums Leben kamen. Am 16. Dezember 1943 wurde es vor der algerischen Stadt Oran von mehreren US-Zerstörern schwer beschädigt und selbstversenkt, wodurch 16 Besatzungsmitglieder starben und 34 in alliierte Kriegsgefangenschaft gerieten, von denen aber einer in Oran fliehen konnte.

## Geschichte
Der Auftrag für das Boot wurde am 2. Juni 1938 an die Vegesacker Werft in Bremen vergeben. Die Kiellegung erfolgte am 5. November 1939, der Stapellauf am 27. Juli 1940, die Indienststellung unter Kapitänleutnant Helmut Rosenbaum fand schließlich am 30. September 1940 statt. Die meisten deutschen U-Boote dieser Zeit trugen bootsspezifische Wappen oder Embleme, die von der Besatzung infolge besonderer Ereignisse oder Zusammenhänge ausgewählt wurden. Neben dem Wappen Duisburgs, der Patenstadt des Bootes, trug U 73 als Anspielung auf den Namen des ersten Kommandanten ein Bäumchen am U-Boot-Turm. Im Jahr 1943 kam in Folge der Versenkung eines US-amerikanischen Munitionstransporters die Zeichnung einer Axt hinzu, die nach dem Auftauchen an Oberdeck gefunden wurde. Die Besatzungsmitglieder fertigten sich kleine axtförmige Anstecker an, die sie an Mützen und Schiffchen trugen.
Das Boot gehörte nach seiner Indienststellung am 30. September 1940 bis zum 31. Januar 1941 als Ausbildungsboot zur 7. U-Flottille in Kiel. Nach der Ausbildungszeit kam U 73 vom 1. Februar 1941 bis Januar 1942 als Frontboot zur 7. U-Flottille nach St. Nazaire und vom Januar 1942 bis zu seiner Versenkung am 16. Dezember 1943 zur 29. U-Flottille in La Spezia.

## Einsatzstatistik
U 73 lief während seiner Dienstzeit zu fünfzehn Unternehmungen aus, auf denen zwölf Schiffe mit einer Gesamttonnage von 66.892 BRT versenkt und drei mit einer Gesamttonnage von 22.928 BRT beschädigt wurden.

### Erste Unternehmung
Das Boot lief am 4. Februar 1941 um 8.00 Uhr von Kiel aus und lief am 2. März 1941 um 10.00 Uhr in Lorient ein. Auf dieser 27 Tage dauernden und zirka 4.260 sm langen Unternehmung in den Nordatlantik und westlich von Irland wurde ein Schiff mit 4.260 BRT versenkt.
- 24. Februar 1941: Versenkung des britischen Dampfers Waynegate mit 4.260 BRT. Der Dampfer wurde durch zwei Torpedos versenkt. Rosenbaum traf das Schiff erstmals gegen 04:19 Uhr mit einem Torpedo und beschädigte es. Eine Viertelstunde später versenkte er die gestoppte Waynegate mit einem Torpedo-Fangschuss.[2]  Der Dampfer hatte 6.200 t Kohle geladen und befand sich auf dem Weg von Newport nach Freetown. Das Schiff gehörte der Londoner Reederei Turnbull, Scott & Co und hatte sich mit 45 weiteren Schiffen dem aufgelösten Konvoi OB 288 angeschlossen. Es gab keine Verluste. 41 Überlebende wurden sechs Stunden später von dem frei-französischen Zerstörer FFL Leopard gerettet und nach Greenock gebracht.[3]  (Lage)

### Zweite Unternehmung
Das Boot lief am 25. März 1941 um 16.30 Uhr von Lorient aus und lief am 24. April 1941 um 16.55 Uhr wieder dort ein. Auf dieser 30 Tage dauernden und 5.000 sm über und 239 sm unter Wasser langen Unternehmung in den Nordatlantik, südlich und südwestlich von Island, wurden fünf Schiffe mit 30.911 BRT versenkt.
- 3. April 1941: Versenkung des britischen Dampfers Alderpool mit 4.313 BRT. Der Dampfer wurde durch einen Torpedo versenkt. Er hatte 7.200 t Weizen geladen und war auf dem Weg von New York über Sydney nach Hull, Das Schiff gehörte zum Konvoi SC-26 mit 24 Schiffen. Es gab keine Verluste, 41 Überlebende. (Lage)
- 3. April 1941: Versenkung des britischen Dampfers Westpool mit 5.724 BRT. Der Dampfer wurde durch einen G7e-Torpedo versenkt. Er hatte 7.144 t Schrott geladen und war auf dem Weg von Baltimore über Halifax nach Leith. Das gehörte zum Konvoi SC-26 mit 24 Schiffen. Es gab 26 Tote und sieben Überlebende. (Lage)
- 3. April 1941: Versenkung des belgischen Dampfers Indier mit 5.409 BRT. Der Dampfer wurde durch einen Torpedo versenkt. Er hatte 6.300 t Stahl sowie Stückgut geladen und befand sich auf dem Weg von New York über Halifax (Nova Scotia) nach Glasgow. Das Schiff gehörte zum Konvoi SC-26. Es gab 42 Tote und vier Überlebende. (Lage)
- 3. April 1941: Versenkung des britischen Tankers British Viscount mit 6.895 BRT. Der Tanker wurde durch einen Torpedo versenkt. Er hatte 9.500 t Heizöl geladen und befand sich auf dem Weg von Curaçao über Sydney (Nova Scotia) nach Scapa Flow. Das Schiff gehörte zum Konvoi SC-26. Es gab 28 Tote und 20 Überlebende. (Lage)
- 20. April 1941: Versenkung des britischen Dampfer Empire Endurance mit 8.570 BRT. Der Dampfer wurde durch zwei Torpedos versenkt. Er hatte Stückgut, Post, Kriegsmaterial, 15 Passagiere sowie die beiden britischen Patrouillenboote HMS ML 1003 und HMS ML 1037 (jeweils 46 BRT) an Bord und befand sich auf dem Weg von Swansea über Kapstadt nach Alexandria. Es gab 70 Tote und 24 Überlebende. (Lage)

### Dritte Unternehmung
Das Boot lief am 20. Mai 1941 um 15.00 Uhr von Lorient aus und lief am 24. Juni 1941 um 9.30 Uhr in St. Nazaire ein. Das Boot gehörte zur Gruppe „Kurfürst“. Auf dieser 35 Tage dauernden und 5.892 sm über und 223 sm unter Wasser langen Unternehmung in den Nordatlantik, in der westlichen Biscaya, östlich der Azoren und südlich von Island wurden keine Schiffe versenkt oder beschädigt.

### Vierte Unternehmung
Das Boot lief am 29. Juli 1941 um 20.30 Uhr von St. Nazaire aus und lief am 7. September 1941 um 20.05 Uhr wieder dort ein. U 73 lief am 2. August 1941 wegen Maschinenproblemen wieder in St. Nazaire ein und am 7. August 1941 wieder aus. Das Boot gehörte zur Gruppe „Grönland“. Auf dieser 37 Tage dauernden und 5.105,1 sm über und 416,2 sm unter Wasser langen Unternehmung in den Nordatlantik und südwestlich von Island wurden keine Schiffe versenkt oder beschädigt.

### Fünfte Unternehmung
Das Boot lief am 11. Oktober 1941 um 19.10 Uhr von St. Nazaire aus und lief am 11. November 1941 um 11.38 Uhr wieder dort ein. Auf dieser 31 Tage dauernden und 5.098 sm über und 269 sm unter Wasser langen Unternehmung in den Nordatlantik, wurden keine Schiffe versenkt oder beschädigt.

### Sechste Unternehmung
Das Boot lief am 4. Januar 1942 um 16.25 Uhr von St. Nazaire aus und lief am 12. Februar 1942 in La Spezia ein. Auf dieser 39 Tage dauernden Unternehmung, bei der der Durchbruch durch die Straße von Gibraltar und der Wechsel ins Mittelmeer am 14. Januar 1942 gelang, wurden keine Schiffe versenkt oder beschädigt.

### Siebente Unternehmung
Das Boot lief am 16. März 1942 um 13.38 Uhr von La Spezia aus und lief am 26. März 1942 um 10.15 Uhr wieder dort ein. Auf dieser zehn Tage dauernden Unternehmung im östlichen Mittelmeer wurden keine Schiffe versenkt oder beschädigt.

### Achte Unternehmung

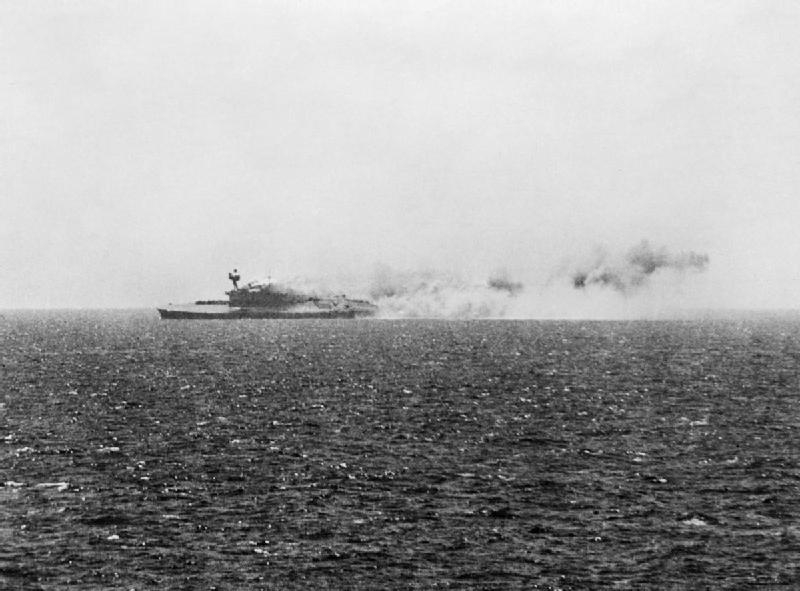
HMS Eagle sinkt

Das Boot lief am 4. August 1942 um 11.00 Uhr von La Spezia aus und lief am 5. September 1942 um 10.20 Uhr wieder dort ein. Auf dieser 32 Tage dauernden und 5.236 sm über und 612 sm unter Wasser langen Unternehmung im westlichen Mittelmeer wurde ein Flugzeugträger mit 22.600 t durch vier Torpedos versenkt. Er gehörte zum Konvoi WS-21S.
- 11. August 1942: Versenkung des britischen Flugzeugträgers Eagle, wobei 160 Mann starben und 790 gerettet wurden. (Lage)

### Neunte Unternehmung
Das Boot lief am 20. Oktober 1942 um 17.00 Uhr von La Spezia aus und lief am 19. November 1942 um 9.40 Uhr wieder dort ein. Auf dieser 30 Tage dauernden und 4.428,3 sm über und 629,7 sm unter Wasser langen Unternehmung in das westliche Mittelmeer und vor der nordafrikanischen Küste wurde ein Schiff mit 7.453 BRT beschädigt.
- 14. November 1942: Beschädigung des britischen Dampfers Lalande mit 7.453 BRT. Der Dampfer wurde durch einen Torpedo beschädigt. Er fuhr in Ballast und war auf dem Weg von Algier nach Gibraltar. Das Schiff gehörte zum Konvoi „Torch“.

### Zehnte Unternehmung
Das Boot lief am 1. Dezember 1942 um 1.00 Uhr von La Spezia aus und lief am 8. Dezember 1942 um 12.28 Uhr wieder dort ein. Auf dieser acht Tage dauernden und 1.297 sm über und 126,8 sm unter Wasser langen Unternehmung in das westliche Mittelmeer wurden keine Schiffe versenkt oder beschädigt.

### Elfte Unternehmung
Das Boot lief am 22. Dezember 1942 um 22.14 Uhr von La Spezia aus und lief am 13. Januar 1943 um 10.10 Uhr wieder dort ein. Auf dieser 22 Tage dauernden und 2.569,2 sm über und 676,4 sm unter Wasser langen Unternehmung ins westliche Mittelmeer wurden ein Schiff mit 7.176 BRT versenkt und ein Flugzeug abgeschossen.
- 27. Dezember 1942: Abschuss einer Lockheed Hudson durch Bordflak
- 1. Januar 1943: Versenkung des US-amerikanischen Dampfers Arthur Middleton mit 7.176 BRT. Der Dampfer wurde durch einen Torpedo versenkt. Er hatte Munition und 300 Säcke Post sowie das US-amerikanische Landungsboot USS LCT-21 (126 BRT) an Bord und befand sich auf dem Weg von New York nach Oran. Das Schiff gehörte zum Konvoi UGS-3. Es gab 78 Tote und drei Überlebende.

### Zwölfte Unternehmung
Das Boot lief am 12. Juni 1943 um 16.00 Uhr von La Spezia aus und lief am 1. Juli 1943 um 10.25 Uhr in Toulon ein. Auf dieser 19 Tage dauernden und 1.098,7 sm über und 759,2 sm unter Wasser langen Unternehmung in das westliche Mittelmeer wurden ein Schiff mit 1.598 BRT versenkt und ein Schiff mit 8.299 BRT beschädigt.
- 21. Juni 1943: Versenkung des britischen Dampfers Brinkburn mit 1.598 BRT. Der Dampfer wurde durch zwei Torpedos versenkt. Er hatte Militärgüter sowie 800 t Munition geladen und befand sich auf dem Weg von Swansea nach Gibraltar und Philippeville (Algerien). Das Schiff gehörte zum Konvoi TE-22 mit 29 Schiffen. Es gab 27 Tote und zwei Überlebende.
- 27. Juni 1943: Beschädigung des britischen Tankers Abbeydale mit 8.299 BRT. Der Tanker wurde durch einen Torpedo beschädigt. Er war auf dem Weg von Bône nach Gibraltar. Das Schiff gehörte zum Konvoi XTG-2.

### Dreizehnte Unternehmung
Das Boot lief am 2. August 1943 um 21.55 Uhr von Toulon aus und lief am 29. August 1943 um 8.10 Uhr wieder dort ein. Auf dieser 27 Tage dauernden und 1.575,1 sm über und 866,1 sm unter Wasser langen Unternehmung in das westliche Mittelmeer wurden keine Schiffe versenkt oder beschädigt.

### Vierzehnte Unternehmung
Das Boot lief am 5. Oktober 1943 um 18.18 Uhr von Toulon aus und lief am 30. Oktober 1943 wieder dort ein. Auf dieser 25 Tage dauernden und 1.509,1 sm über und 713,7 sm unter Wasser langen Unternehmung in das westliche Mittelmeer wurden keine Schiffe versenkt oder beschädigt.

### Fünfzehnte Unternehmung
Das Boot lief am 4. Dezember 1943 um 0.15 Uhr von Toulon aus und wurde am 16. Dezember 1943 vor Oran versenkt. Auf dieser 13 Tage dauernden Unternehmung ins westliche Mittelmeer und an der algerischen Küste wurde ein Schiff mit 7.176 BRT beschädigt.
- 16. Dezember 1943: Beschädigung der US-amerikanischen Dampfers John S. Copley mit 7.176 BRT. Der Dampfer wurde durch einen Torpedo beschädigt. Das Schiff gehörte zum Konvoi GUS-24.

## Verbleib
Am 16. Dezember 1943 wurde U 73 im Mittelmeer bei Oran durch Wasserbomben und Artillerie der US-Zerstörer USS Niblack, USS Ludlow, USS Woolsey, USS Trippe, USS Edison zum Auftauchen gezwungen; 16 Besatzungsmitglieder kamen dabei ums Leben. Danach wurde das Boot auf der Position 36° 7′ N, 0° 50′ W im Marine-Planquadrat CH 7665 von der Besatzung selbst versenkt. Die 34 Überlebenden wurden von den US-Zerstörern Woolsey und Edison als Kriegsgefangene an Bord genommen und nach Oran gebracht. Hier gelang es dem zweiten Wachoffizier gemeinsam mit dem zweiten Wachoffizier aus dem ebenfalls versenkten U-Boot U 593 (wo alle 51 überlebten) aus der Gefangenschaft zu fliehen. Die übrigen 33 Gefangenen von U 73 wurden zusammen mit 50 Mann von U 593 nach Großbritannien gebracht.
U 73 verlor während seiner Dienstzeit vor der Versenkung keine Besatzungsmitglieder.